# Giuseppe Natoli
Pour les articles homonymes, voir Natoli.
Giuseppe Natoli, Natoli Gongora di Scaliti (Messine, 9 juin 1815, Rome septembre 1867), est un avocat et homme politique italien, qui fut député et ministre,.

## Biographie
Giuseppe Natoli Gongora di Scaliti est un avocat et politicien italien originaire de Sicile. Il est ministre de l'Intérieur et ministre de l'Agriculture sous le Comte de Cavour, dans le premier gouvernement du royaume d'Italie après l'unification italienne en 1861.